# Peter Gast
Peter Gast, pseudonimo di Heinrich Köselitz (Annaberg, 10 gennaio 1854 – Annaberg, 15 agosto 1918), è stato un compositore tedesco.

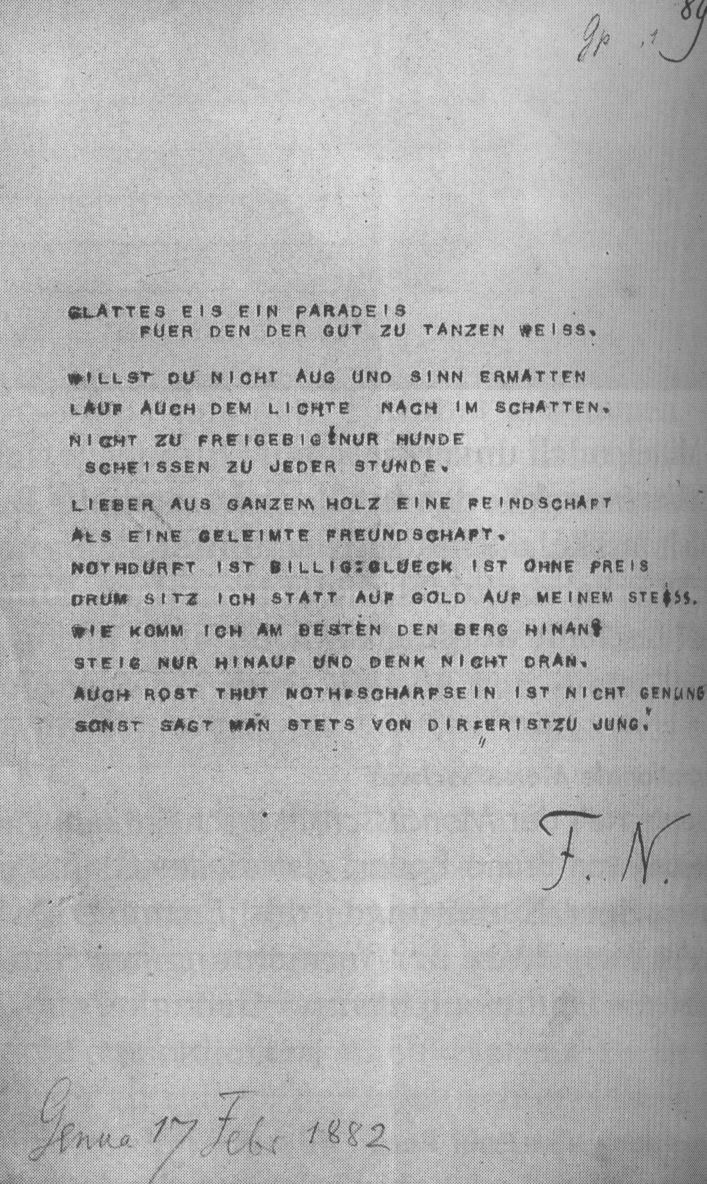
Lettera dattiloscritta da Nietzsche per Peter Gast

È ricordato soprattutto con il suo pseudonimo, che gli fu attribuito da Friedrich Nietzsche, di cui fu amico per diversi anni. Fu anche destinatario di uno dei celebri "biglietti della follia" di Nietzsche stesso e per essere stato il redattore della controversa opera "La volontà di potenza" costituita da materiali eterogenei del filosofo, realizzandone una prima versione insieme ai fratelli Horneffer nel 1901, composta da 483 paragrafi, e una seconda insieme alla sorella del filosofo Elisabeth Förster-Nietzsche nel 1906, che consta di 1067 paragrafi.

## Biografia
Köselitz nacque in una città della Sassonia da Gustav Hermann Köselitz (1822–1910), vicesindaco (Vizebürgermeister), e da sua moglie Caroline (1819 – 1900),  nativa di Vienna. Suo fratello minore era il pittore Rudolf Köselitz.
Dal 1872 studiò musica con Ernst Friedrich Richter presso l'Università di Lipsia. Si trasferì nel 1875 all'Università di Basilea, dove seguì le lezioni di Jacob Burckhardt, Franz Camille Overbeck, e Friedrich Nietzsche. Nel 1877, Köselitz criticò aspramente l'insegnante di musica basilese Selmar Bagge in un articolo di giornale, provocando un piccolo scandalo.
A Basilea, si sviluppò un'amicizia tra Köselitz e Nietzsche. Köselitz leggeva per Nietzsche durante i suoi ultimi periodi di quasi-cecità, ed anche scriveva sotto dettatura del celebre filosofo. Köselitz collaborò nella preparazione di tutti i lavori di Nietzsche successivi al 1876, rivedendo il manoscritto da mandare in tipografia, ed a volte intervenendo per rifinire la veste grafica dei testi. La rottura dei rapporti con l'ex amico Wagner e la sua ricerca di un'estetica "meridionale" con cui immunizzarsi dal tetro Nord tedesco portarono Nietzsche a stimare il valore di Köselitz quale musicista:

«Non saprei come vivere senza Rossini; tanto meno, senza il mio personale sud nella musica, la musica del mio maëstro veneziano Pietro Gast.»

Come amanuense, scrivendo a proposito di Umano, troppo umano, Nietzsche disse che Gast:

«in fondo era lui il vero scrittore, mentre io ero semplicemente l'autore.»

Nondimeno, Köselitz adorava il proprio insegnante, pur mantenendo un certo distacco dagli obbiettivi e dalle preoccupazioni del filosofo, preoccupato piuttosto della propria carriera di musicista. Così scriverà ad un'amica, il 29 maggio 1885:

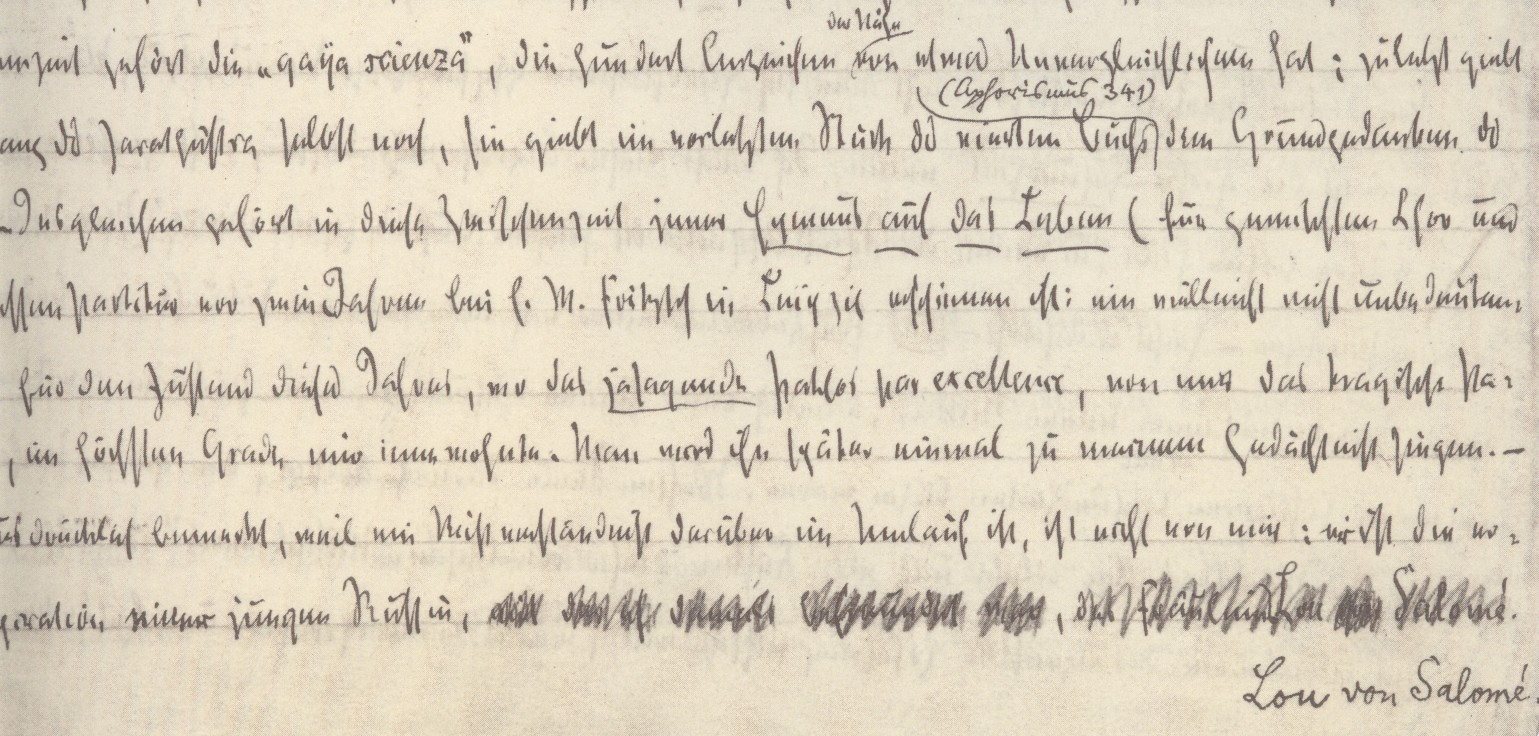
Peter Gast soleva "correggere" gli scritti di Nietzsche anche dopo il collasso del filosofo e senza la sua approvazione — il che viene severamente criticato dagli studiosi odierni.

«Aspetto sempre che Nietzsche se ne vada, solo per avere ancora una volta dei giorni senza contatti umani. Ma prima del 7 giugno sarà difficile che parta. - Tu non sai come sto. Ci sono momenti nei quali perdo quasi la testa. Ma mi devo sempre sacrificare, solo per trovare me stesso il meno possibile ... Ora voglio e devo vivere da solo per qualche mese, per la mia nuova opera. E chi mi disturba in questo proposito è il nemico della mia passione. Basta!»

Inoltre, Gast assunse posizioni anche critiche riguardo alle opere dell'amico. Appena dopo il crollo psichico di Nietzsche, egli scriveva a Franz Overbeck a proposito dell'Anticristo, analizzato insieme a Paul Heinrich Widemann, scrittore e compositore:

«Noi troviamo che la visione dell'Imperium Romanum dei primi secoli d.C. ha bisogno di essere notevolmente modificata. Nietzsche chiaramente non vuole vedere l'esaurimento, la decadenza del mondo antico.»

Nella primavera 1881, durante un soggiorno a Recoaro, Nietzsche creò lo pseudonimo Peter Gast per Köselitz. Con tale nome fu conosciuto nel circolo Nietzsche, e con esso pubblicò tutte le sue composizioni musicali. Tra esse, la più ambiziosa fu l'opera comica in tre atti Il leone di Venezia (Der Löwe von Venedig). Negli anni 1880, Gast e Nietzsche tentarono inutilmente a più riprese di portarlo in scena. Debuttò soltanto nel febbraio 1891 a Danzica con la direzione di Carl Fuchs (un corrispondente epistolare di Nietzsche), però sotto il titolo originale (Die heimliche Ehe ovvero Il matrimonio segreto). Negli anni 1930 sarebbe stato riproposto con il titolo suggerito da Nietzsche, Il leone di Venezia.
Dal 1899 al 1909, Köselitz lavorò nel Nietzsche-Archiv di Elisabeth Förster-Nietzsche a Weimar. In tali circostanze, fu in parte responsabile delle arbitrarie pubblicazioni delle opere del suo maestro, specie per quanto attiene alla cosiddetta Volontà di potenza. Inoltre, secondo l'esatta osservazione di Mazzino Montinari, egli mentì deliberatamente in alcuni articoli con l'intento di difendere l'Archiv dalle critiche.
Nel 1909, Köselitz lasciò l'Archiv e non ne parlò più pubblicamente; in lettere private, seppur condannò la sorella di Nietzsche, come peraltro aveva fatto prima di lavorare per lei.
Köselitz era sovvenzionato da suo padre, e sporadicamente da un altro amico di Nietzsche, Paul Rée. Oltre alle attività già descritte, lavorò pure come scrittore, usando vari altri pseudonimi, come Ludwig Mürner, Peter Schlemihl, Petrus Eremitus. Collaborò con varie riviste, e scrisse parecchi racconti e favole.

## Opere
- Scherz, List und Rache (Komische Oper, nach Goethe-Text, 1880-1888)
- Williram und Siegeer (Opernentwurf, Tragödie, 3 Akte (1878-1880), nur 3 Szenen des 1. Aktes vollendet, Libretto vom Komponisten
- König Wenzel (Opernentwurf um 1889)
- Der Löwe von Venedig (Oper, 1. Fassung 1884-1891), première 23 febbraio 1891, Danzig, unter dem Titel Die heimliche Ehe), weitere 8 Aufführungen 1930 in Chemnitz.
- Lieder, Arien und musikalische Dichtungen wie z.B. Lethe, Nachtfeier, Waldweben, (entstanden zwischen 1893 und 1905)
- Schauspielmusik zum Harzfestspiel Walpurgis von E. Wachler (1903)
- Reichshymne für Kirche, Schule und Vaterland (Orgel, Chor, Posaunenchor, 1916)